# Фулионг
Фулионг (в'єт. núi Phú Lương; також зустрічаються написання в'єт. Pú Luông, в'єт. Phu Song Sung, в'єт. Chung Chua Nhà та в'єт. Tà Chì Nhù) — гора у В'єтнамі висотою 2985 м нрм. З відносною висотою 1955 м. це четверта за видатністю вершина Індокитаю (включає В'єтнам, Лаос і Камбоджу). Посідає 7 місце за висотою у В'єтнамі. Фулионг розташована у провінції Єнбай, повіт Чамтау (в'єт. Trạm Tấu). Відноситься до гірського хребта Хоангльєншон.

## Назва
У 2011-12 роках  деякі інтернет-ресурси помилково назвали гору Фулионг назвою Таціню (в'єт. Tà Chì Nhù). Ця плутанина спричинила широку популярність Таціню та стала неофіційною назвою гори Фулионг. Жарт сподобався настільки, що у 2016 році група туристів встановила металічну вершинну стелу з назвою Tà Chì Nhù на вершині Фулионг (піраміди з нержавіючої сталі з позначенням назви та висоти є офіційним атрибутом в'єтнамських вершин, що встановлюються державою з 1970-80 років, коли цю традицію принесли радянські інженери).
Мовою хмонгів Ta Chi Nhu означає "гора буйволячої ноги". Також в'єтнамською Chì означає свинець, - відсилка до свинцевої шахти у підніжжя.

## Сходження
Зазвичай сходження відбувається по тропі з південного сходу. До  Чамтау (в'єт. Trạm Tấu) веде асфальтована дорога, ходить автобус/машина, потім — 10-13 км ґрунтової дороги на скутері. Від свинцевої шахти в'єт. Cang Chi Khúa в комуні Сахо (в'єт. Xà Hồ) нагору йде тропа. Типове сходження займає 2 дні і ніч — перший день підйом 5-7 годин до базового лагеря (2400 м), де можна поставити намет і приготувати їжу; наступний день вранці 2-3 години підйом на вершину і спуск півдня в самий низ. Сезон для сходження без дощу — з листопада по лютий.